# Magomed Chalilow
Magomed „Collapse“ Chalilow (russisch Магомед Халилов, * 25. Februar 2002) ist ein russischer E-Sportler, der in der Disziplin Dota 2 für Team Spirit antritt. Mit dem Team gewann er 2021 das höchstdotierte E-Sports-Turnier, The International 10.

## Karriere
Chalilow begann 2018 professionell Dota 2 zu spielen. Nach mehreren Erfolgen bei regionalen Wettbewerben erlangte er 2020 internationale Aufmerksamkeit, als er sich mit dem Team Yellow Submarine für die ESL One Germany 2020 und die zweite Saison der EPIC League qualifizierte. Ende des Jahres wurde Chalilow mit seinen Mitspielern von der russischen Organisation Team Spirit unter Vertrag genommen. Mit dem zweiten Platz bei der regionalen Qualifikationsliga erspielte sich Chalilow einen Startplatz bei dem WePlay Animajor und erreichte bei seiner ersten Teilnahme bei einem vom Publisher Valve gesponserten Major Turnier die Runde der letzten Acht. Team Spirit verpasste die direkte Qualifikation für The International 10 über den Dota Pro Circuit, konnte sich jedoch durch den Sieg bei dem osteuropäischen Qualifikationsturnier einen Startplatz sichern. Obwohl die Mannschaft mit Chalilow als Außenseiter in das Turnier startete und das erste Spiel im Hauptfeld verlor, konnten sie das Turnier im Finale gegen den Favoriten PSG.LGD gewinnen. Durch den Erfolg bei dem Wettbewerb gewann Chalilow 3.641.000 US-Dollar Preisgeld und platzierte sich in der Liste der finanziell erfolgreichsten E-Sportlern unter den besten 20. Im Jahr darauf zog er mit Team Spirit ins Endspiel der Riyadh Masters 2022 ein, in dem sie sich diesmal gegen PSG.LGD geschlagen geben mussten, bevor sie im folgenden Monat beim Arlington Major 2022 triumphierten.

## Erfolge (Auswahl)
| Datum     | Platz | Turnier                   | Preisgeld   |
| --------- | ----- | ------------------------- | ----------- |
| Juni 2021 | 1.    | Pinnacle Cup              | 10.000 $    |
| Sep. 2021 | 2.    | OGA Dota PIT Invitational | 11.900 $    |
| Okt. 2021 | 1.    | The International 10      | 3.641.660 $ |
| Juli 2022 | 2.    | Riyadh Masters 2022       | 150.000 $   |
| Aug. 2022 | 1.    | Arlington Major 2022      | 40.000 $    |